# Allodiopsis sintenisi
Allodiopsis sintenisi är en tvåvingeart som först beskrevs av Paul Lackschewitz 1937.  Allodiopsis sintenisi ingår i släktet Allodiopsis och familjen svampmyggor. Inga underarter finns listade i Catalogue of Life.